# Hergest Ridge
Hergest Ridge ist ein weitgehend instrumentales Musikalbum, das von Mike Oldfield im Frühjahr 1974 komponiert, produziert und größtenteils selbst eingespielt wurde. Es erreichte auf Anhieb Platz eins der britischen Charts und wurde nach drei Wochen von seinem Vorgänger abgelöst, was außer ihm nur den Beatles und Bob Dylan gelang.

## Entstehung
Nachdem Oldfield mit dem wegweisenden Erfolg von Tubular Bells eher zu seinem Unbehagen im Rampenlicht stand, zog sich der Zwanzigjährige aufs Land zurück, um an seinem nächsten Werk zu arbeiten. Das Resultat war Hergest Ridge, benannt nach einem Hügel im Grenzgebiet zwischen Herefordshire und Wales in Sichtweite seiner Unterkunft.
Um dem doppelseitigen Medium LP gerecht zu werden, ist Hergest Ridge wie zuvor schon Tubular Bells in zwei Sätze unterteilt. Anders als der Vorgänger baut die Komposition allerdings nicht auf einer Vielzahl von Themen auf, die im schnellen Wechsel nacheinander vorgestellt werden, vielmehr werden Themen sparsam eingesetzt und ausgiebig durchgeführt, das heißt variiert.
Kennzeichnend für den Klang des Albums ist gegenüber anderen Oldfield-Werken eine besonders wäldlich-idyllische Ausrichtung, die durch die behutsame Themenvariation sowie die überwiegend akustische Instrumentierung begünstigt wird. Einen Kontrastpunkt zum Idyll stellt der hektische Thunderstorm-Part im zweiten Satz dar, bei dem angeblich über 60 Gitarrenspuren gleichzeitig zu hören sind.
Bei der Einspielung wandte Oldfield insbesondere zur Realisierung von repetitiven Klangtexturen innovative Aufnahmetechniken an. So setzen sich einige dieser Texturen aus Gitarrenspuren zusammen, die – um einen orgelähnlichen Sustain-Effekt zu erhalten – mit hoher Lautstärke eingespielt und dann mit Hilfe von Overdub-Technik bei reduzierter Lautstärke übereinandergelagert wurden. Weitere Klangtexturen basieren auf verschiedenen Orgel-Sounds und Chorgesang.
Laut Co-Produzent Tom Newman wurden Teile des Albums in den Manor-Studios in Chipping Norton eingespielt, in denen bereits Tubular Bells aufgenommen wurde. Gemixt wurde die ursprüngliche Fassung in den Air Studios in London.

## Alternative Versionen
1976 wurde Hergest Ridge von Oldfield für das vierteilige LP-Set Boxed Quadrofonie-fähig gemacht und im Zuge dessen editiert und neu abgemischt. Ein Abschnitt des Thunderstorm-Teils im zweiten Satz sowie einige Tonspuren mit Instrumenten wurden entfernt, dafür erhielten andere im Gesamtpegel eine Aufwertung. Im Anschluss äußerte Oldfield den Wunsch, dass diese Version fortan auf allen weiteren Veröffentlichungen des Albums verwendet werden sollte. Das hat zur Folge, dass neben späteren Neupressungen auf LP und Kassette auch sämtliche Veröffentlichungen auf Compact Disc (CD) die Boxed-Version enthalten. Eine remasterte Bootleg-Version des Original-Mixes befindet sich im Internetumlauf.
Nachdem David Bedford, ein Vertrauter Oldfields aus der Canterbury-Szene, bereits eine Orchesterfassung zu Tubular Bells erarbeitet hatte, arrangierte und dirigierte er auch die Orchestralversion zu Hergest Ridge, die zwar mehrfach aufgeführt, aber im Gegensatz zu The Orchestral Tubular Bells niemals offiziell veröffentlicht wurde. Allerdings wurden Auszüge daraus im Dokumentarfilm The Space Movie verwendet.
Am 11. Juni 2010 erlebte die ursprüngliche Version von 1974 eine Wiederveröffentlichung auf CD und auf LP. Gleichzeitig wurde die 2010 neu abgemischte Version in der Deluxe Edition in Stereo und Dolby Surround veröffentlicht. Auch das damals darauf folgende Album Ommadawn wurde an diesem Termin neu veröffentlicht.
Während die neue Version von Ommadawn das alte Cover trägt, bekam Hergest Ridge ein neues, welches den gesamten Berg aus der Vogelperspektive zeigt.

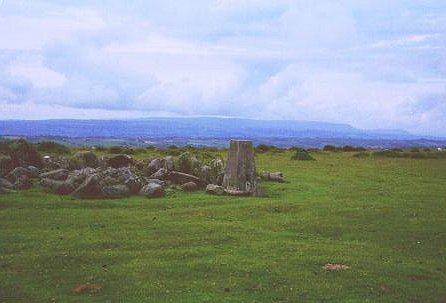
Gipfel des Hügels Hergest Ridge, der Namensgeber des Albums.

## Weiteres
Der Landstrich um den Hügel Hergest Ridge an der englisch-walisischen Grenze entwickelte sich zu einem beliebten Reiseziel für Oldfields Fangemeinde. Das Haus, in dem er zeitweise lebte, The Beacon, ist heute ein Gasthaus. Das Coverbild zeigt ein von Trevor Key angefertigtes und effektverfremdetes Foto von Hergest Ridge. Der darauf abgebildete Irish Wolfhound trägt den Namen Bootleg.

## Titelliste

### Original (1974)
1. Hergest Ridge, Pt. 1 – 21:29
2. Hergest Ridge, Pt. 2 – 18:45

### Deluxe Edition (2010)
CD 1:
1. Hergest Ridge, Pt. 1 (2010 stereo mixes) – 21:29
2. Hergest Ridge, Pt. 2 (2010 stereo mixes) – 18:45
3. In Dulci Jubilo (For Maureen) – 2:45
4. Spanish Tune – 3:11

CD 2:
1. Hergest Ridge, Pt. 1 (original 1974 stereo mixes) – 21:32
2. Hergest Ridge, Pt. 2 (original 1974 stereo mixes) – 18:40
3. Hergest Ridge, Pt. 1 (previously unreleased 1974 demo recordings) – 20:21
4. Hergest Ridge, Pt. 2 (previously unreleased 1974 demo recordings) – 18:13

DVD:
1. Hergest Ridge, Pt. 1 (2010 5.1 surround mixes) – 19:20
2. Hergest Ridge, Pt. 2 (2010 5.1 surround mixes) – 18:45